# Zeno Gabaglio
Zeno Gabaglio (Mendrisio, 30 aprile 1979) è un musicista, compositore e violoncellista svizzero di origine italiana.
È attivo nell'ambito delle musiche contemporanee - con produzioni spesso afferenti l'improvvisazione e l'elettronica sperimentale - come pure nella composizione di colonne sonore per il cinema e per il teatro.

## Biografia

### Formazione
Ha iniziato a otto anni lo studio del violoncello con Taisuke Yamashita a Lugano, proseguendo la formazione classica fino all'ottenimento del diploma pedagogico presso il Conservatorio della Svizzera italiana, seguito da masterclass d'interpretazione con i violoncellisti Marcio Carneiro e Heinrich Schiff. Nell'ambito dei perfezionamenti della Scuola di musica di Fiesole si è poi avvicinato all'improvvisazione libera - con i seminari e le performance guidati da Vinko Globokar - e ha ulteriormente approfondito la disciplina sia con un master in Freie Improvisation presso la Musik-Akademie der Stadt Basel, sia partecipando a corsi con David Darling e con Martin Schütz.
Accanto alla formazione strettamente musicale, si è laureato in filosofia presso l'Università degli studi di Firenze, discutendo la tesi Aspetti musicali nell'estetica di Luigi Pareyson con il prof. Sergio Givone.
Per le tecniche di composizione nell'ambito delle musiche applicate - cinema, teatro e multimedia - ha seguito corsi con Battista Lena, Vincenzo Ramaglia e Mark Koval (al Musician Institute di Los Angeles).

### Attività musicale
Nell'unione dell'approccio strumentale classico, delle tecniche estemporanee derivate dall'improvvisazione e dell'implementazione elettronica (suoi strumenti abituali sono un violoncello elettrico a cinque corde e un violoncello elettroacustico in carbonio, pure a cinque corde) Zeno Gabaglio ha sviluppato una propria poetica aperta sulle molte dimensioni del contemporaneo in musica, contraddistinta da un approccio sempre originale ai contesti man mano avvicinati.
Dopo il primo premio al festival Strade del cinema di Aosta nel 2002 Gabaglio ha iniziato a produrre con regolarità colonne sonore (per registi cinematografici quali Villi Hermann, Daniele Ciprì, René Burri, Bartolomeo Pampaloni, Erik Bernasconi, Francesco Rizzi, Klaudia Reynicke, Paola Randi e Stefano Knuchel), musiche di scena (per i registi teatrali Carmelo Rifici, Andrea Chiodi, Igor Horvat e Alan Alpenfelt e per le compagnie Trickster-p e AiEP) nonché interventi performativi in ambito artistico o letterario (con Alberto Nessi, Vanni Bianconi, Andrea Fazioli, Giuliana Altamura, Hannah Silva, Nando Snozzi e Angelo Tonelli).
In ambito strettamente musicale, sono numerose le collaborazioni di Zeno Gabaglio (sia su disco, sia dal vivo) all'insegna dell'ampia trasversalità di genere: dall'hip hop (accanto a Frankie Hi NRG) al nuovo cantautorato (con Francesca Lago e Paolo Saporiti), dal rock indipendente (Peter Kernel, Tibe) all'improvvisazione (Bugge Wesseltoft, John Butcher, Andy Moor, Michel Godard, Julian Sartorius, Béatrice Graf, Christian Gilardi) e al pop (Garbo, The Vad Vuc, andy bluvertigo, Andrea Bignasca).

### Produzioni musicali
Oltre alle numerose collaborazioni a progetti musicali altrui, Zeno Gabaglio nel corso degli anni ha dato vita a tre progetti musicali propri.

#### Zeno Gabaglio solo
Partendo da un'impostazione spesso improvvisativa, le performance solistiche di Zeno Gabaglio si svolgono principalmente con il violoncello elettrico: il suono viene processato elettronicamente dal vivo e - con l'impiego di loop machine - stratificato in più livelli musicali indipendenti. Proprio questo è l'approccio che ha portato alla realizzazione del disco Uno (Pulver und Asche Records, 2017).

#### Gadamer
Dall'incontro con il pianista e compositore Andrea Manzoni (avvenuto nel contesto del festival Strade del Cinema di Aosta, nel 2002) è nato il duo Gadamer, improntato a un'integrazione tra le sonorità acustiche (i violoncelli e le tastiere - dal clavicembalo, all'harmonium e al pianoforte) e quelle dei corrispettivi strumenti elettrificati, in un contesto dove la parte propriamente composta equivale a quella estemporanea, per un arco stilistico assai ampio: dalla musica puramente sperimentale all'IDM. Nel 2009 l'etichetta Altrisuoni Records ha pubblicato l'omonimo album Gadamer prodotto da Walter Zweifel.

#### Niton
Il trio Niton, che oltre a Zeno Gabaglio comprende El Toxyque (alias di Enrico Mangione) e Luca Xelius Martegani, vede la propria formazione il 3 ottobre 2012 alle Officine Creative di Barasso, in occasione del quarto appuntamento delle  “Drone night”. Una selezione delle improvvisazioni realizzate nel corso di quella serata è stata pubblicata dall'etichetta Pulver und Asche Records nel 2013 con il disco eponimo Niton.
In un ampio contesto di riferimenti stilistici - che vanno dal noise all'ambient, dalla IDM alla psichedelia - la musica di Niton è definibile soprattutto sulla base della strumentazione adottata: sintetizzatori analogici per Luca Xelius Martegani, strumenti preparati e oggetti amplificati per El Toxyque, violoncelli elettrificati per Zeno Gabaglio. L'architettura musicale si organizza invece di volta in volta secondo tecniche diverse: dall'improvvisazione libera alla composizione rigorosa, dalle partiture grafiche al mash-up di campionamenti e citazioni interdisciplinari.
Nel 2015 Pulver und Asche Records ha pubblicato Tiresias, il secondo album di Niton. Le dodici tracce che lo compongono sono il risultato della rielaborazione e della ricomposizione di registrazioni realizzate nel corso dei due anni precedenti, in buona parte relative alle performance dal vivo del gruppo (in contesti concertistici, teatrali, coreografici e cinematografici).
Nell'ottobre 2019 Serote, brano inedito di Niton, è stato incluso nella compilation Interactions: A Guide to Swiss Underground Experimental Music, pubblicata da Buh Records e distribuita come allegato alla rivista The Wire.
Cemento è l'LP pubblicato nel 2022 dall'etichetta Shameless Records di Berlino in coproduzione con Pulver und Asche Records cui ha fatto seguito, nel 2023, Cemento 3D (nuova versione delle sette tracce originali del disco rieditate e remixate per l'ascolto ambisonico/spaziale - e al formato digitale è stata associata una tiratura limitata del brano Maas in un concettuale formato flexi disc). Didattica, divulgazione e istituzioni
Come corollario alla propria attività musicale pratica Zeno Gabaglio è attivamente impegnato nella didattica, nella divulgazione e nella promozione istituzionale della musica. Dal 2010 al 2024 è stato titolare della cattedra di improvvisazione libera presso il Conservatorio della Svizzera italiana a Lugano. Collabora in qualità di redattore e critico musicale con RSI Radiotelevisione svizzera, Schweizerische Musikzeitung, Azione e Corriere del Ticino. È presidente della sottocommissione musica e membro della commissione culturale consultiva del Canton Ticino, membro del consiglio d'amministrazione della SUISA, presidente della Fondation SUISA e - dal 2014 al 2019 - è stato membro della giuria del Premio svizzero di musica.

## Discografia

### Zeno Gabaglio
- 2007 - Uno (Pulver und Asche Records)

### Gadamer
- 2009 - Gadamer (Altrisuoni Records)

### Niton
- 2013 - Niton (Pulver und Asche Records)
- 2015 - Tiresias (Pulver und Asche Records)
- 2021 - Cemento, (Shameless Records) e (Pulver und Asche Records)
- 2022 - Cemento 3D, (Shameless Records) e (Pulver und Asche Records)
- 2024 - 11, (Shameless Records) e (Pulver und Asche Records)

## Colonne sonore

### Cinema
- 2004 - Walker. Renzo Ferrari, di Villi Hermann (Imagofilm) - con Christian Gilardi
- 2005 - Sam Gabai. Presenze, di Villi Hermann (Imagofilm) - con Christian Gilardi e Michel Wintsch
- 2006 - Greina, di Villi Hermann (Imagofilm) - con Christian Gilardi e Marco Fratantonio
- 2006 - Pédra. Un reporter sans frontières, di Villi Hermann (Imagofilm) - con Christian Gilardi e Khaled Arman
- 2008 - From Somewhere to Nowhere, di Villi Hermann (Imagofilm) - con Christian Gilardi
- 2009 - Hugo en Afrique, di Stefano Knuchel (Venus and beyond)
- 2010 - Sinestesia, di Erik Bernasconi (Imagofilm) - con Christian Gilardi
- 2010 - L'artigiano glaciale, di Alberto Meroni (Imagofilm)
- 2011 - Gotthard Schuh. Una visione sensuale del mondo, di Villi Hermann (Imagofilm) - con Christian Gilardi
- 2012 - Iran, vite tra i vulcani, di Mario Casella e Fulvio Mariani (Iceberg Film, ARTE) - con Christian Gilardi[33]
- 2013 - La Palmira - Ul film, di Alberto Meroni (Inmagine)[34]
- 2014 - La buca, di Daniele Ciprì (Imagofilm, Malìa e Rai Cinema)
- 2014 - Roma Termini, di Bartolomeo Pampaloni (Eléazar productions)
- 2014 - Fuori mira, di Erik Bernasconi (Ventura Film) - con Christian Gilardi[35]
- 2015 - La Palmira - Complotto nel Mendrisiotto, di Alberto Meroni (Inmagine)[36]
- 2017 - Oltre il confine. La storia di Ettore Castiglioni, di Andrea Azzetti e Federico Massa (GiUMa, Imagofilm)[37]
- 2017 - CHoisir à vingt ans, di Villi Hermann (Imagofilm)
- 2017 - Quand j’étais Cloclo, di Stefano Knuchel (Venus and beyond)[38]
- 2018 - Alberto Nessi: fiori d'ombra, di Elvira Dones (PIC-FILM)[39]
- 2018 - Cronofobia, di Francesco Rizzi (Imagofilm)
- 2019 - Love me tender, di Klaudia Reynicke (Amka Films Productions)[40]
- 2019 - Moka noir – A Omegna non si beve più caffè, di Erik Bernasconi (Ventura Film)[41]
- 2019 - One more jump, di Manu Gerosa (GraffitiDoc, Amka Films Productions)[42][43]
- 2020 - L'ultima sfornata, di Villi Hermann (Imagofilm)[44]
- 2021 - Ultime luci rosse, di Villi Hermann (Imagofilm)[45]
- 2021 - Hugo in Argentina, di Stefano Knuchel (Fiumi Film)[46]
- 2021 - Ultima mazza, di Villi Hermann (Imagofilm)[47]
- 2022 - Supertempo, di Daniel Kemény (Cinédokké)[48]
- 2022 - Il sergente dell'altopiano. La vita di Mario Rigoni Stern, di Federico Massa e Tommaso Brugin (AViLab e Imagofilm)[49]
- 2022 - Lassù, di Bartolomeo Pampaloni (Æternam Films)[50]
- 2023 - La mia danza, di Filippo Demarchi (Pic Film)[51]
- 2023 - Sconosciuti puri, di Valentina Cicogna e Mattia Colombo (Jump Cut, Amka Films Productions)[52]
- 2024 - La storia del Frank e della Nina, di Paola Randi (Fandango, Spotlight Media Productions)[53]
- 2024 - Flavio Paolucci. Da Guelmim a Biasca, di Villi Hermann (Imagofilm)[54]
- 2025 - Osteria all'undici, di Filippo Demarchi (Pic Film)[55]

### Televisione
- 2011 - Projet Corrida, di René Burri e Marco D’Anna (Radiotelevisione svizzera)[56]
- 2012 - Io volo, di Mattia Costa (RAI 5)[57]
- 2015 - Chris & Mil: un amore transgender, di Bartolomeo Pampaloni (Discovery Italia)
- 2018 - Musica per il palato di Gionata Zanetta e Giuliana Altamura (Radiotelevisione svizzera)[58]
- 2019 - Lo sguardo del ritorno, le mani nella terra di Andrea Canetta (Radiotelevisione svizzera)[59]
- 2020 - Tempo di Vacanza di Andrea Canetta (Radiotelevisione svizzera)[60]
- 2020 - Ludwig trap Beethoven di Gionata Zanetta e Giuliana Altamura (Radiotelevisione svizzera)[61]
- 2022 - Arzo 1943 di Ruben Rossello (Radiotelevisione svizzera)[62]
- 2023 - Addio Lugano bella di Fabio De Luca (Radiotelevisione svizzera)[63]
- 2023 - Alter Ego di Erik Bernasconi e Robert Ralston Jr.(Radiotelevisione svizzera e Amka Films Productions)[64]
- 2024 - Home video di Jonathan Van Lamsweerde (Radiotelevisione svizzera)[65]

## Musiche di scena
- 2012 - Pianoforte vendesi, regia di Antonio Ballerio (produzione Labyrinthos e Teatro Sociale Bellinzona)[66]
- 2013 - L'attesa, regia di Antonio Ballerio (produzione Labyrinthos e Teatro Sociale Bellinzona)[67]
- 2015 - Words and Music, regia di Alan Alpenfelt (produzione V XX ZWEETZ)[68]
- 2015 - Gabbiano, regia di Carmelo Rifici (produzione LAC Lugano, Piccolo Teatro Milano e Teatro Sociale Bellinzona)[69]
- 2015 - Non ogni notte la luna, regia di Antonio Ballerio (produzione LAC Lugano)[70]
- 2016 - Purgatorio, regia di Carmelo Rifici (produzione LAC Lugano, ERT)[71]
- 2017 - Ifigenia, liberata, regia di Carmelo Rifici (produzione LAC Lugano e Piccolo Teatro Milano)[72]
- 2017 - La bisbetica domata, regia di Andrea Chiodi (produzione LAC Lugano e Teatro Carcano)[73]
- 2017 - Uomini e no, regia di Carmelo Rifici (produzione Piccolo Teatro Milano)[74]
- 2018 - Nettles, di Trickster-p (produzione LAC Lugano, Theater Chur, ROXY Birsfelden, TAK Liechtenstein e FOG Triennale Milano)[75]
- 2018 - Avevo un bel pallone rosso, regia di Carmelo Rifici (produzione LAC Lugano, Teatro Piemonte Europa e Centro Teatrale Bresciano)[76]
- 2019 - Gigasuite, di Ariella Vidach e Claudio Prati (produzione AiEP)[77]
- 2020 - Macbeth, le cose nascoste, regia di Carmelo Rifici (produzione LAC Lugano, Teatro Metastasio Prato, Teatro Piemonte Europa e ERT)[78]
- 2020 - Book is a Book is a Book, di Trickster-p (produzione LAC Lugano, far° Nyon, Theater Chur, ROXY Birsfelden, TAK Liechtenstein, Blickwechsel Magdeburg e FOG Triennale Milano)[79]
- 2021 - Estado Vegetal, regia di Cristina Galbiati (produzione LAC Lugano - progetto Lingua Madre)[80]
- 2021 - Before the Revolution Remix, regia di Alan Alpenfelt (produzione LAC Lugano - progetto Lingua Madre)[81]
- 2021 - Prometeo incatenato, regia di Carmelo Rifici (produzione LAC Lugano - progetto Lingua Madre)[82]
- 2021 - Sogno di una notte di mezza estate, regia di Andrea Chiodi (produzione LAC Lugano, Teatro Carcano e Teatro Stabile di Brescia)[83]
- 2021 - La bottega del caffè (Goldoni), regia di Igor Horvat (produzione LAC Lugano)[84]
- 2022 - Eutopia, di Trickster-p (produzione LAC Lugano, Theater Chur, ROXY Birsfelden, Südpol Luzern, TAK Theater Liechtenstein e FOG Triennale Milano)[85]
- 2023 - Ulisse Artico, regia di Carmelo Rifici (produzione Teatro Biondo Palermo e LAC Lugano)[86]
- 2023 - La pulce nell’orecchio, regia di Carmelo Rifici (produzione LAC Lugano e Piccolo Teatro Milano)[87]
- 2024 - The game, di Trickster-p (produzione LAC Lugano, ROXY Birsfelden, Theater Casino Zug, Theater Chur, Theater Stadelhofen Zürich, TAK Theater Liechtenstein e FOG Triennale Milano)[88]
- 2024 - The City, regia di Jacopo Gassmann (produzione LAC Lugano, Teatro Stabile del Veneto, Teatro dell’Elfo, Emilia Romagna Teatro ERT, TPE – Teatro Piemonte Europa)[89]
- 2024 - I fisici, regia di Igor Horvat (produzione LAC Lugano)[90]